# 三重県道632号水沢本町采女線
三重県道632号水沢本町采女線（みえけんどう632ごう すいざわほんまちうねめせん）は、三重県四日市市を通る一般県道である。

## 概要
四日市市水沢町から四日市市釆女町に至る。

### 路線データ
- 起点：三重県四日市市水沢町（三重県道11号四日市関線交点）
- 終点：三重県四日市市釆女町（国道1号交点、三重県道407号三畑四日市線上）

## 歴史
- 1959年（昭和34年）
  - 1月25日 - 認定[1]

起点：三重県四日市市水沢本町
終点：三重県四日市市釆女町
  - 3月31日 - 道路区域の決定[2]
  - 5月19日 - 道路の供用開始[3]

三重県四日市市水沢本町字東條261の1番地先から三重県四日市市堂ヶ山町字大塚野1926番地先を経て三重県四日市市釆女町字清水2995番地先まで（延長11,500.00 m）
- 1979年（昭和54年）1月5日 - 道路区域の変更[4]

三重県四日市市北小松町字菖蒲谷1160番の1地先から三重県四日市市釆女町字前川原1662番の1地先まで（延長1,840.00 m）

## 路線状況

### 重複区間
- 三重県道140号四日市菰野大安線（四日市市六名町・六名町北交差点 - 四日市市山田町・山田町東交差点）
- 三重県道8号四日市鈴鹿環状線（四日市市貝家町・小松橋東詰交差点 - 四日市市貝家町・貝家橋南詰交差点）
- 三重県道407号三畑四日市線（四日市市貝家町・小松橋東詰交差点 - 四日市市妥女町（終点））

### 道路施設

#### 橋梁
- 山田橋（鎌谷川、四日市市、三重県道140号四日市菰野大安線重複区間内）
- 北小松西橋（鎌谷川、四日市市）
- 小松橋（内部川、四日市市）

## 地理

### 通過する自治体
- 三重県
  - 四日市市

### 交差する道路
| 交差する道路                                                                    | 交差する場所 | 交差する場所     |
| ------------------------------------------------------------------------------- | ------------ | ---------------- |
| 三重県道11号四日市関線                                                          | 水沢町       | 起点             |
| 国道306号 / 巡見街道                                                            | 水沢町       | 水沢東町         |
| 三重県道140号四日市菰野大安線 / ミルクロード 重複区間起点                       | 六名町       | 六名町北交差点   |
| 三重県道634号小林鹿間線                                                         | 山田町       | 山田町交差点     |
| 三重県道140号四日市菰野大安線 / ミルクロード 重複区間終点                       | 山田町       | 山田町東交差点   |
| 三重県道8号四日市鈴鹿環状線 重複区間起点 三重県道407号三畑四日市線 重複区間起点 | 貝家町       | 小松橋東詰交差点 |
| 三重県道8号四日市鈴鹿環状線 重複区間終点                                        | 貝家町       | 貝家橋南詰交差点 |
| 三重県道8号四日市鈴鹿環状線 / バイパス                                          | 妥女町       |                  |
| 国道1号 国道25号 重複 三重県道407号三畑四日市線 重複区間終点                    | 釆女町       | 終点             |

### 沿線
- 四日市市立水沢小学校
- 小山田記念温泉病院
- 四日市水沢郵便局
- 小山田郵便局
- 四日市市立内部小学校